# Krystyna Boglar
Krystyna Boglar (Krakkó, 1931. december 17. – Varsó, 2019. november 14.) lengyel író, költő, gyermekkönyv-író, televíziós forgatókönyvíró.

## Élete
A krakkói Jagelló Egyetemen keleti filológiát (iszlám művészettörténetet) hallgatott. Sokáig a Nasza Księgarnia kiadó szerkesztője, az IBBY lengyel részlegének titkára volt. Első ifjúsági írásaival 1966-ban jelentkezett egy gyermekirodalmi lapban, 1964 és 1971 közt a lengyel rádió és televízió munkatársa volt. Nie głaskać kota pod włos és Każdy pies ma dwa końce című regényeiből televíziós sorozat készült Rodzina Leśniewskich címen. 

## Munkái
- Wiercipiętek (1969)
- Klementyna lubi kolor czerwony (1970)
- Historia Kasztanowego Króla (1971)
- Czas Kleofasa (1971)
- Mgła nad Doliną Wiatrów (1973)
- Gdzie jest zegar mistrza Kukułki? (1973)
- Uroczysko (1975)
- Salceson i mrówki (1975)
- Semafory (1975)
- Libusza (1975)
- Nie głaskać kota pod włos (1978)
- Każdy pies ma dwa końce (1978)
- Żeby konfitury nie latały za muchą (1978)
- Longplay z Kowalskim (1982)
- Kolor trawy o świcie (1982)
- Skrzydlate są nasze konie (1983)
- W kogo ty się wdałeś, Rafał? (1983)
- Stonoga (1984)
- Pierogi dla Old Firehanda (1984)
- Rafał, czy u was straszy? (1984)
- Rafał, nie męcz ojca! (1985)
- Rafał, pyzy i duch przodka (1985)
- Brent (1987)
- Rafał, Chudy i kieszeń kangura (1988)
- Kieszeń pełna elfów (1989)
- Supergigant z motylem (1989)
- Kolacja na Titaniku (1991)
- Tango na bananowej skórce (1995)
- Dalej są tylko smoki (1997)
- Dwaj z Galaktyki Gryfa czyli kłopoty z ziemskim ruchem drogowym (1997)

## Magyarul megjelent művei
- A gesztenyekirály története; ford. Kerényi Grácia; Móra, Bp., 1974
- Szaniszló király órája. Regény; ford. Cservenits Jolán; Móra, Bp., 1977 (Delfin könyvek)
- Százlábúnak hívják; Móra, Bp., 1989 (Csíkos könyvek)

## Fordítás
- Ez a szócikk részben vagy egészben  a   Krystyna Boglar című lengyel Wikipédia-szócikk ezen változatának fordításán alapul.  Az eredeti cikk szerkesztőit annak laptörténete sorolja fel. Ez a jelzés csupán a megfogalmazás eredetét és a szerzői jogokat jelzi, nem szolgál a cikkben szereplő információk forrásmegjelöléseként.